# We Made You
«We Made You» — сингл американского рэперa Эминема с его шестого студийного альбома Relapse, вышедший 7 апреля 2009 года. Продюсером песни является Dr. Dre. Семплом для трека послужила песня «Hot Summer Nights», исполненная Уолтером Эганом.

## Отзывы критиков
«We Made You» получил смешанные отзывы критиков. Дэниел Крепс из журнала Rolling Stone остался доволен работой рэпера: «Приятно видеть дурачащегося Эминема вновь после нескольких лет ухода на задний план, за время которого он столкнулся с серьёзными проблемами, когда умер его друг Proof, и „We Made You“ с его охаиванием современных звёзд, скорее всего, отразит в себе, как в капле воды, весь этот 2009 год, который мы с вами переживаем».
Рецензия в Billboard гласила: «Марш, написанный Dr. Dre, оформлен при помощи фортепиано, что вместе со звучанием барабанов и тубы, оставляет ощущение карнавала. Однако, его [Эминема] каламбуры были зачитаны слишком быстро и со странным акцентом, так что их было слишком трудно расшифровать». Тим Джонс из The Guardian сказал: «„We Made You“ — это далеко не потолок того, на что Эминем способен».

## Видеоклип

### Премьера
Премьера видеоклипа на песню «We Made You» состоялась 7 апреля 2009 года в 6:00 утра на MTV. На следующий день клип попал в эфир Channel 4 в Великобритании.

### Режиссёр
Режиссёром выступил Джозеф Кан. Джозеф до этого уже работал с Эминемом — в 2002-м году он поставил клип «Without Me» (альбом The Eminem Show). Позже, в 2010 году Канну вновь было суждено снять клип для Эминема — это было видео «Love the Way You Lie», побившее рекорды YouTube.

### Съёмки и приглашённые знаменитости
Видео было снято в Лас-Вегасе. Помимо самого Эминема, в клипе снялись такие звёзды, как Dr. Dre, 50 Cent, Синтия Никсон, Mr. Porter, Vanilla Ice, Бобби Ли, Джордж Малуф (владелец отеля The Palms). Также снялись актёры Триша Пэйтас (в роли Джессики Симпсон), Деррик Барри (знакомый американским зрителям по шоу «У Америки есть талант», по чьему образцу на российском телевидении сделана программа «Минута славы»), а также порноактриса Лиза Энн (в роли Сары Пэйлин).

### Художественные особенности
Основополагающими для клипа стали пародии на популярное американское шоу Rock of Love и сериал «Звёздный путь». Кроме того, в клипе присутствует сам Эминем, зачитывающий рэп на фоне, аналогичном меню показа нот в игре Guitar Hero. В клипе имеется сцена в казино, в которой есть явные отсылки к фильму «Человек дождя». Кинематографическая тема продолжается в эпизоде, где Эминем пробирается в душ к Джессике Альбе — это пародия на знаменитую сцену в душе, ставшую гвоздём фильма «Психо» Альфреда Хичкока.
3 апреля 2009 года Эминем дал интервью, где сказал, что в этой песне «достанется знаменитостям», что является одной из примечательных черт многих синглов с его ранних альбомов. Помимо уже упомянутых Пэйлин, Альбы и Симпсон, в клипе высмеяны Бритни Спирс, Элвис Пресли, Дженнифер Энистон, Саманта Ронсон, Линдси Лохан, Кевин Федерлайн, Эми Уайнхаус, Эллен Дедженересс, Порша де Росси, Джон Мейер, Ким Кардашян. Достаётся даже самому рэперу (те кадры, в которых он стоит с тортом в руках — довольно едкая пародия на его собственные снимки, сделанные в тот период его жизни, когда он ещё не добился славы).

### Отзывы и награды
Билл О’Рейли из Fox News выступил с резкой критикой в адрес клипа, в особенности указав на образ Сары Пэйлин, изображённом в видео (Эминем, по его словам, «гнусный рэпер», а само видео было обвинено в потакании низким вкусам).
Тем не менее, неполиткорректное видео было представлено в трёх номинациях MTV Video Music Awards 2009 (Видео года, Лучшее мужское видео, Лучшее хип-хоп видео) — и выиграло в последней, обогнав «Love Lockdown» Канье Уэста, «Right Round» Flo Rida, «D.O.A. (Death of Autotune)» Jay-Z и «I Love College» Эшера Рота.

## Продажи
В первую же неделю сингл стартовал в Billboard чарт Hot Digital Songs на третьем месте, заработав 167000 скачиваний. Песня также дебютировала на девятой позиции в чарте Billboard Hot 100, что стало вторым попаданием Эминема в первую десятку этого чарта (первым был предыдущий сингл с альбома Relapse — «Crack a Bottle», исполненный дуэтом с рэперами Dr. Dre и 50 Cent). Примечательно в этом то, что Эминем впервые выпустил друг за другом два хита, оказавшихся в первой десятке этого чарта с самого 2002 года, когда то же самое произошло с его синглами «Without Me», «Cleanin’ Out My Closet» и «Lose Yourself».
Что касается других чартов, то «We Made You» попала в первую десятку чартов 12 стран мира, а в Ирландии, Австралии и Новой Зеландии даже побывала на первом месте.

## Список композиций
- Digital EP[7]

1. «We Made You» — 4:47
2. «We Made You» (Super Clean) — 4:47
3. «We Made You» (Instrumental) — 4:47

- UK CD Single[8]

1. «We Made You» — 4:47
2. «We Made You» (Instrumental) — 4:47

- German CD Single[9]

1. «We Made You» — 4:47
2. «We Made You» (Super Clean) — 4:47
3. «We Made You» (Instrumental) — 4:47
4. «We Made You» (Video) — 4:47

## Чарты
| Название чарта                                    | Высшее место |
| ------------------------------------------------- | ------------ |
| Australian ARIA Singles Chart                     | 1            |
| Austrian Singles Chart                            | 6            |
| Belgian Singles Chart (Flanders)                  | 13           |
| Belgian Singles Chart (Wallonia)                  | 12           |
| Canadian Hot 100                                  | 6            |
| Danish Singles Chart                              | 8            |
| Dutch Singles Chart                               | 14           |
| Eurochart Hot 100 Singles                         | 4            |
| French Singles Chart                              | 11           |
| German Singles Chart                              | 8            |
| Irish Singles Chart                               | 1            |
| Japan Hot 100 Singles                             | 13           |
| New Zealand Singles Chart                         | 1            |
| Norwegian Singles Chart                           | 5            |
| Swedish Singles Chart                             | 11           |
| Swiss Singles Chart                               | 4            |
| Turkey Top 20 Chart                               | 3            |
| UK Singles Chart                                  | 4            |
| U.S. Billboard Hot 100                            | 9            |
| U.S. Billboard Bubbling Under R&B/Hip-Hop Singles | 8            |
| U.S. Billboard Hot Rap Tracks                     | 19           |
| U.S. Billboard Pop 100                            | 14           |